# Leandro Maloberti
Leandro Mateo Beltrán Maloberti (Gloucester, Nueva Jersey, Estados Unidos; 16 de febrero de 1912-Bahía Blanca, Argentina; 17 de junio de 2000) fue un militar estadounidense nacionalizado argentino que alcanzó el grado de vicealmirante. Fue comandante de Operaciones Navales (jefe de la Armada) desde su designación el 2 de octubre de 1962 hasta su pase a retiro el 11 de diciembre del mismo año.

## Familia
Hijo de Luis Maloberti y Elisa Casáis, Leandro Mateo Beltrán Maloberti estaba casado con Elsa María Agustina Visconti, fruto de este matrimonio nacieron sus tres hijos Leandro Marcelo, Luis María y Jorge Atilio.

## Carrera militar
Tras optar por nacionalizarse como argentino, ingresó el 1 de marzo de 1929 en la Escuela Naval Militar. El 7 de diciembre de 1934 egresó como Guardiamarina, especializándose dentro del Comando de la Flota de Mar.
Formó parte de la plana mayor del transporte ARA 1.º de Mayo, con el cual participó en la campaña de 1943 a la Antártida, situación que la valió una mención honorífica.
A lo largo de su carrera cosechó un gran prestigio entre sus camaradas debido a su labor profesional, mérito que lo llevó a ocupar diversos cargos y destinos. Se desempeñó en diversos puestos de mando en unidades de la flota de mar, así como también fue capitán de los acorazados ARA Moreno y ARA Rivadavia, los cruceros ARA Almirante Brown (D-20) y ARA Veinticinco de Mayo (C-2) y los destructores ARA Catamarca y ARA San Juan (D-9).
Se desempeñó como agregado naval en Perú, donde recibió la condecoración Orden al Mérito Distinguido. También en 1956 fue condecorado con la Orden al Mérito Naval en el grado de comendador distintivo blanco. Posteriormente fue de nuevo agregado naval pero en los Estados Unidos.
Con posterioridad fue puesto al frente de la dirección de la Escuela Naval Militar, y luego fue destinado a la Dirección General del Personal Naval, estuvo a cargo de la Dirección de Sanidad y Obra Social Naval. Siendo ya Vicealmirante fue comandante de la segunda división de cruceros y luego se lo nombró comandante del Grupo Naval de Instrucción.

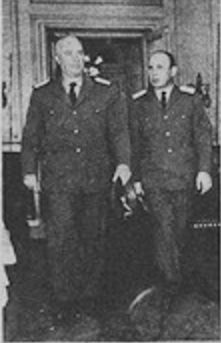
Maloberti (izq.) junto a Jorge Julio Palma.

### Titular de la Armada Argentina
El 2 de octubre de 1962 asumió como nuevo titular de la Armada Argentina al ser puesto al frente del comando de Operaciones Navales. Llegó a dicho cargo luego de que el anterior jefe, el almirante Agustín Penas, pidiera su pase a retiro en medio de grandes pujas internas dentro de la fuerza naval. Sin embargo, el paso de Maloberti por la jefatura de la marina de guerra fue efímero, ya que pidió su pase a retiro el 11 de diciembre de ese mismo año y fue reemplazado por el contraalmirante Enrique Grünwaldt.

## Actividad posterior al retiro
Estando ya en situación de retiro efectivo, Leandro Maloberti fue elegido presidente del Centro de Oficiales de las Fuerzas Armadas en el mes de noviembre de 1987. Se desempeñó como el segundo rector del Instituto Tecnológico de Buenos Aires. También fue integrante de la Academia del Mar.

## Fallecimiento
Leandro Mateo Beltrán Maloberti murió  por causas naturales a los 88 años, el 17 de junio de 2000, en la ciudad de Bahía Blanca.